# Agricultor
O agricultor é uma pessoa envolvida na agricultura ou na agropecuária, criando organismos vivos para alimentação ou matérias-primas. O termo geralmente se aplica a pessoas que fazem alguma combinação de cultivo de campos, pomares, vinhedos, aves ou outros animais, caracterizando-se como profissão clássica do setor primário.
Um agricultor pode ser o proprietário da terra cultivada ou pode trabalhar como operário em terras pertencentes a outros, sendo conhecidos também como operários do campo, trabalhadores agrícolas ou peões. No entanto, em outras definições mais antigas, um agricultor era uma pessoa que promovia ou melhorava pelo trabalho o crescimento de plantas, a produtividade de terras, a quantidade de colheitas ou a cria e reprodução de animais.

## História
A agricultura remonta ao Neolítico, sendo uma das características definidoras dessa época. Na Idade do Bronze, os sumérios tinham uma força de trabalho especializada em agricultura por volta de 5000-4000 a.C. e dependiam fortemente da irrigação para cultivar. Eles contaram com equipes de três pessoas ao colher na primavera. Os fazendeiros do Egito Antigo cultivavam, dependiam e irrigavam a água do Nilo.
A pecuária, a prática de criar animais especificamente para fins agrícolas, existe há milhares de anos. Os cães foram domesticados no leste da Ásia há cerca de 15 000 anos. Cabras e ovelhas foram domesticadas por volta de 8000 a.C. na Ásia. Suínos ou porcos foram domesticados por volta de 7000 a.C. no Oriente Médio e na China. A evidência mais antiga de domesticação de cavalos data de cerca de 4000 a.C. 

### Avanços na tecnologia

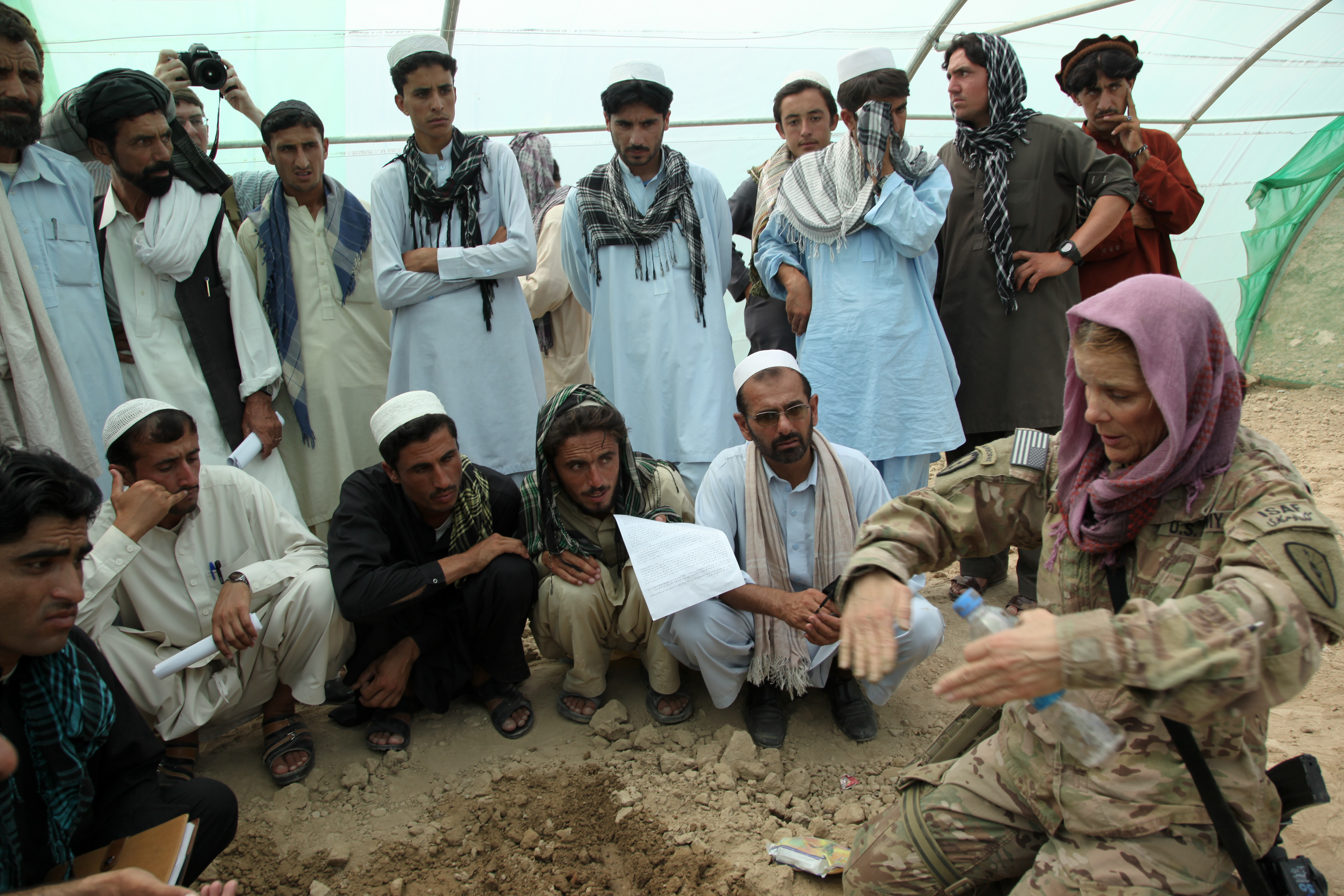
Agricultores afegãos aprendem sobre estufas

Nos EUA da década de 1930, um fazendeiro só conseguia produzir alimentos suficientes para alimentar três outros consumidores. Um agricultor moderno produz comida suficiente para alimentar bem mais de cem pessoas. No entanto, alguns autores consideram essa estimativa falha, pois não leva em conta que a agricultura requer energia e muitos outros recursos que devem ser fornecidos por trabalhadores adicionais, de modo que a proporção de pessoas alimentadas aos agricultores é realmente menor que 100 para 1.

## Outros nomes
Também pode ser classificado como lavrador, agropecuarista ou trabalhador rural.

## Classificação e nomenclaturas

### Pela atividade laboral
Termos mais distintos são comumente usados para denotar agricultores que criam animais domesticados específicos. Por exemplo, aqueles que criam animais de pasto, como bovinos, ovinos, caprinos e equinos, são conhecidos como "pecuaristas" ou "criadores". Os criadores de gado e ovelhas e cabras também podem ser referidos, respectivamente, como "vaqueiros" e "pastores". O termo "produtor de leite" é aplicado àqueles que se dedicam principalmente à produção de leite, seja de bovinos, caprinos, ovinos ou outros animais produtores de leite. Um "avicultor" é aquele que se concentra na criação de galinhas, codornas, perus, patos ou gansos, para produção de carne, ovos ou penas ou, comumente, todos os três. Uma pessoa que cultiva uma variedade de vegetais para o mercado pode ser chamada de "verdureiro" ou "horticultor", enquanto que o que cultiva plantas frutíferas de "fruticultor". "Roceiro" ou "juquireiro" são termos coloquiais para um agricultor prático, com pouco capital ou com terra com baixa capacidade produtiva, ou ainda aquele que cultiva sua própria terra.
Há ainda: "apicultor", para quem trabalha especificamente com abelhas; "silvicultor", para quem trabalha com manejo de plantas, e; "plantador" e "colheitador" para o operário do campo que trabalha, respectivamente, somente no plantio e na colheita, etc..

### Pela dimensão dos fatores de produção

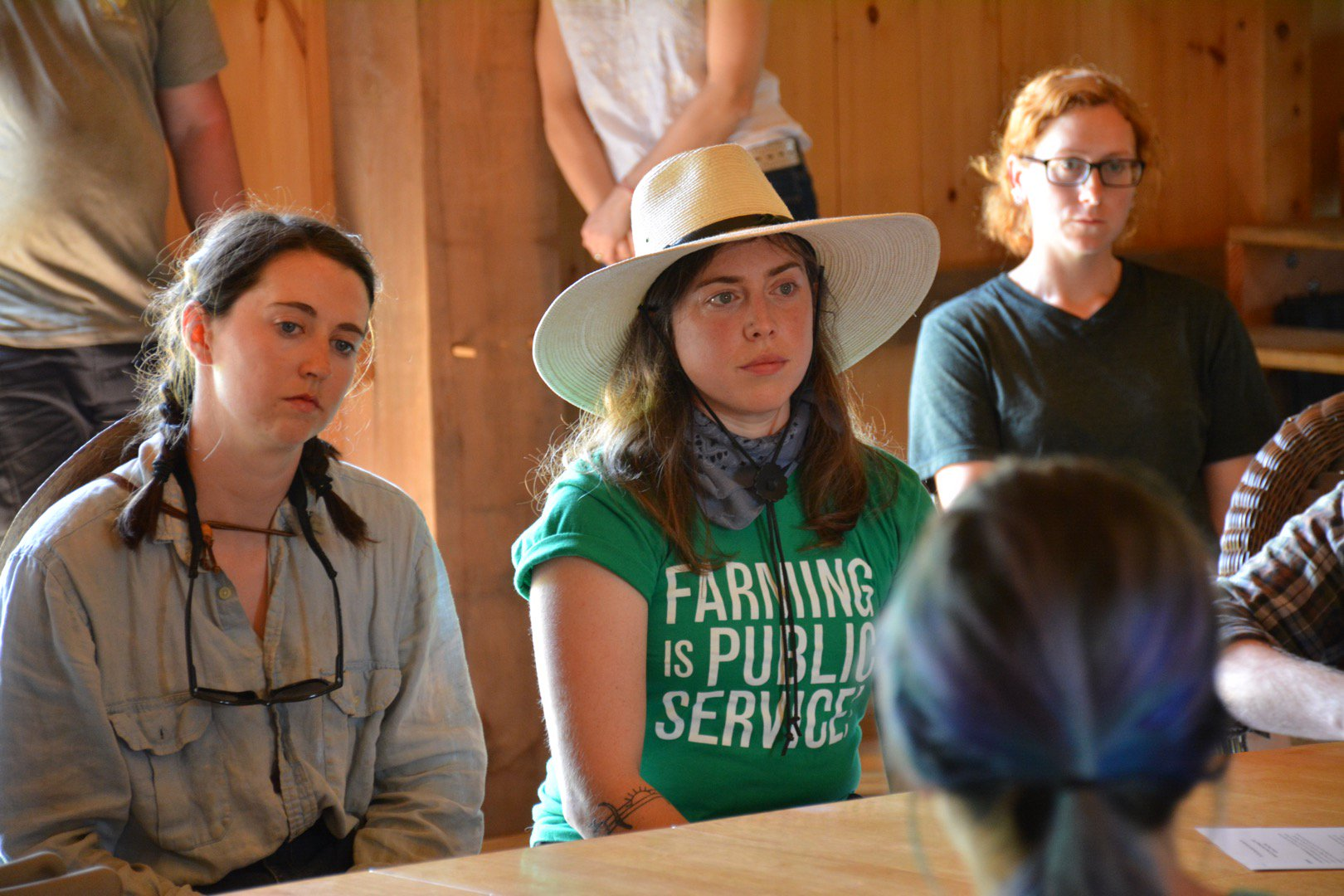
Mulher estadunidense de camisa verde com a inscrição "agricultura é um serviço público", em 2018.

Nas nações desenvolvidas, um "agricultor" (como profissão) é geralmente definido como alguém com interesse em plantações ou criação de animais e que fornece terra ou manejo em sua produção. Aqueles que fornecem mão-de-obra são mais frequentemente chamados de "lavradores" ou "operários do campo". Alternativamente, aquele que administra terras agrícolas para um proprietário ausente, compartilhando a colheita (ou seus lucros), são conhecidos como meeiros, colonos ou agregados.
No contexto do agronegócio — mais especificamente na dimensão do capital —, um agricultor é definido de forma ampla e, portanto, muitos indivíduos não necessariamente engajados na agricultura em tempo integral podem, no entanto, se qualificar legalmente sob a política agrícola para estar elegível a algum subsídio, incentivo e dedução fiscal.

### Pela técnica produtiva
No contexto de nações em desenvolvimento ou outras culturas pré-industriais, um grande contingente de agricultores pratica uma agricultura de subsistência – um sistema de agricultura orgânica simples que emprega rotação de culturas, seleção e estoque de sementes, corte e queima, ou outras técnicas para maximizar a eficiência enquanto atende às necessidades da população, família ou comunidade. Aquele que subsiste dessa maneira pode ser rotulado como camponês, muitas vezes associado ao campesinato.
Nas nações desenvolvidas, no entanto, uma pessoa que usa essas técnicas em pequenos trechos de terra pode ser chamada de "jardineiro" e considerada um passatempo. Alternativamente, alguém pode ser levado a tais práticas pela pobreza ou, ironicamente – no contexto do agronegócio em grande escala – pode se tornar um agricultor orgânico cultivando para consumidores exigentes/politizados no mercado local de alimentos.

## Riscos ocupacionais
Existem vários riscos ocupacionais para quem trabalha na agricultura; A agricultura é uma indústria particularmente perigosa. Os agricultores podem encontrar e ser picados ou picados por insetos perigosos e outros artrópodes, incluindo escorpiões, formigas de fogo, abelhas, vespas, etc. Os agricultores também trabalham em torno de máquinas pesadas que podem matá-los ou feri-los. Os agricultores também podem desenvolver dores musculares e articulares devido ao trabalho repetido. Os agricultores também enfrentam estressores mentais únicos, como o estresse do rendimento incerto das colheitas com base em eventos climáticos e estabilidade econômica incerta devido às flutuações do mercado. Nos EUA, os agricultores têm 3,5 vezes mais chances de morrer por suicídio do que a população geral dos EUA.